# Кат Ньяк Дхіен
Кат Ньяк Дхіен або Тьот Нджа' Дхієн (1848, Лампаданг — 6 листопада 1908, Сумеданг) — лідер партизанських сил Ачену під час війни в Ачеху. Після смерті свого чоловіка Теуку Умара вона 25 років керувала партизанськими діями проти голландців. 2 травня 1964 року уряд Індонезії посмертно присвоїв їй звання Національного героя Індонезії.

## Раннє життя
Кат Няк Дієн народилася в мусульманській аристократичній родині в Ачех-Бесарі в районі VI Мукім у 1848 році. Її батько, Теуку Нанта Сетіа, був членом правлячого аристократичного класу Улі Баланга в VI мукімі, і її мати також була з аристократичної родини. Отримала релігійну та побутову освіту. Вона була відома своєю красою, і багато чоловіків зробили їй пропозицію, поки її батьки не влаштували її шлюб з Теуку Чеком Ібрагімом Ламнгою, сином аристократичної родини, коли їй було дванадцять років.

## Ачехська війна

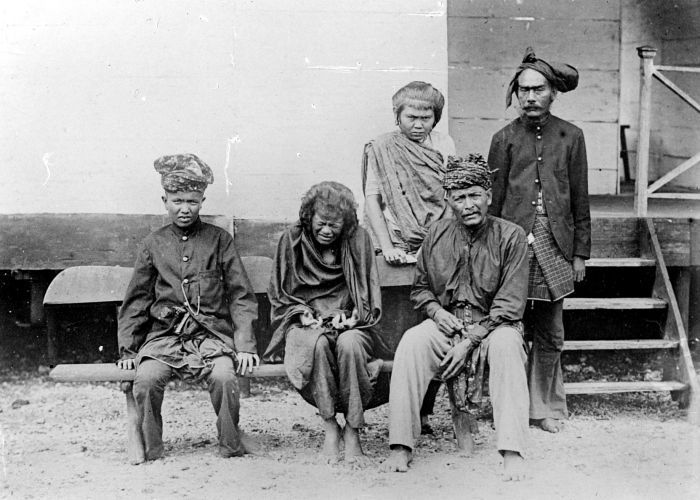
Кат Ньяк Дхіен після того, як її схопили чиновники Голландської Ост-Індії

26 березня 1873 року голландці оголосили війну Ачеху, поклавши початок Ачехській війні. Під час першої частини цієї війни, Першої Ачехської експедиції, Ачех очолювали Пангліма Полем і султан Алауддін Махмуд Сях II. Нідерландська армія послала 3000 солдатів на чолі з Йоханом Харменом Рудольфом Келером, щоб взяти палац султана. Однак султан отримав військову допомогу від Італії та Сполученого Королівства, і армія Ачеха була швидко модернізована та збільшена з 10 000 до 100 000 солдатів. Голландські сили були успішно відкинуті, і Келер загинув у бою.

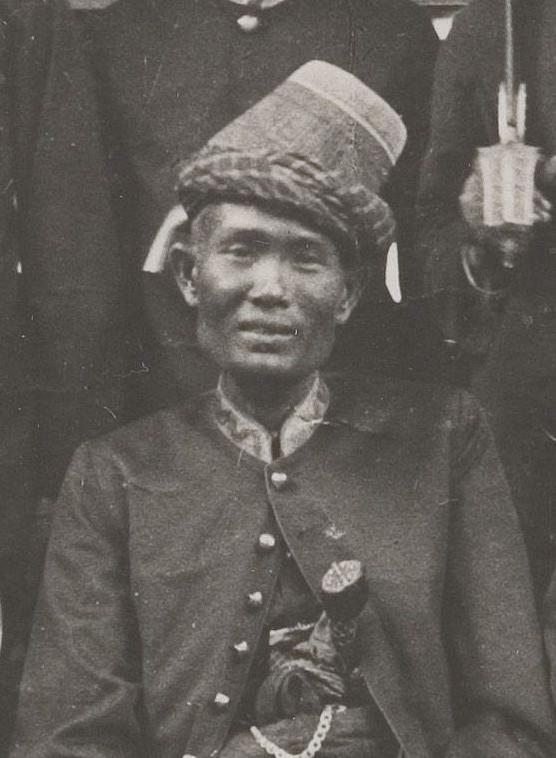
Теуку Умар, c. 1890 рік

У листопаді 1873 року під час Другої експедиції Ачех голландці успішно захопили VI Мукім у 1873 році, а потім Султанський палац у 1874 році. У 1875 році Кат Ньяк Дхієн та її дитина разом з іншими матерями були евакуйовані в безпечніше місце, поки її чоловік Ібрагім Ламнга боровся за повернення VI Мукім.
Через деякий час після смерті її чоловіка аченський герой Теуку Умар зробив їй пропозицію. Хоча вона спочатку відмовила йому, вона прийняла його пропозицію, коли Умар дозволив їй битися, і вони одружилися в 1880 році. Це значно підвищило моральний дух армії Ачеха в їхній боротьбі проти Кафе Бланди, або голландських невірних. Теуку Умар і Кат Ньяк  Дхієн мали спільну дочку на ім'я Кат Гамбанг. Дхієн була дуже твердо налаштована залишитися на війні, тому взяла доньку з собою.
Війна тривала, і жителі Ацену оголосили голландцям священну війну, ведучи партизанську війну та атакуючи, влаштовуючи пастки та засідки. Не маючи постачання, Теуку Умар змушений був здатися голландським військам 30 вересня 1893 року разом із 250 своїми людьми. Голландська армія вітала його і призначила командиром, давши йому титул Теуку Умар Йохан Пахлаван.
Однак Теуку Умар таємно планував зрадити голландців. Через два роки Теуку Умар вирушив на штурм Ачеха, але натомість пішов зі своїми військами, важкою технікою, зброєю та боєприпасами, використовуючи ці запаси для допомоги місцевим жителям Ачеха. Це записано в голландській історії як «Het verraad van Teukoe Oemar» (зрада Теуку Умара).

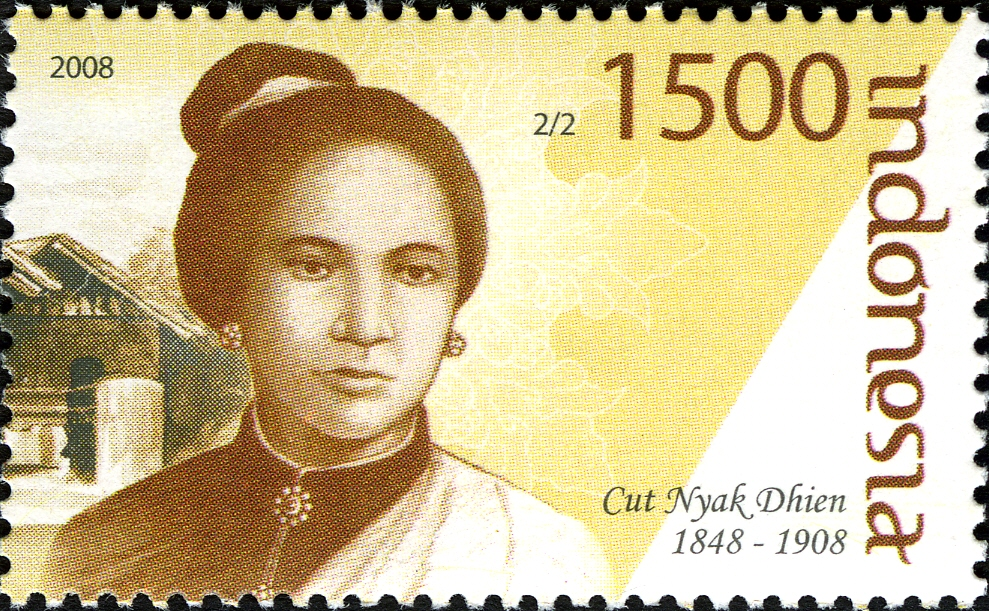
Марка Індонезії, 2008

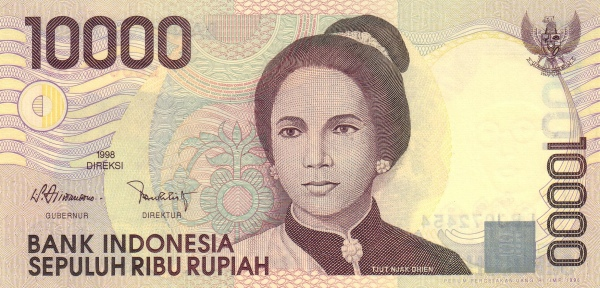
Розріз Няк Дхієн зображений на банкноті в 10 000 рупій.

Теуку Умар і Дхіен продовжували чинити опір голландцям зі своїм новим обладнанням, поки голландці не прислали Maréchaussée. Аценам було надзвичайно важко протистояти цим військам, і багато людей було вбито.
Голландський генерал Йоганнес Бенедиктус ван Хойц скористався умовою і відправив шпигуна до Ачеха. Теуку Умар був убитий під час бою, коли голландці здійснили раптову атаку на нього в Меулабо. Коли Кат Гамбанг плакав через смерть, Кат Ньяк Дхієн, як повідомляється, дала їй ляпаса, а потім вона обійняла її та сказала: «Ми, жінки Ачеху, ми не можемо проливати сльози за тими, хто загинув».
Після смерті чоловіка Кат Ньяк Дхіен продовжувала чинити опір голландцям зі своєю невеликою армією до її знищення в 1901 році, оскільки голландці адаптували свою тактику до ситуації в Ачеху. Крім того, з віком Кат Ньяк Дхієн страждала від короткозорості та артриту. Чисельність її війська постійно зменшувалася, і вони страждали від нестачі припасів.

## Пізнє життя і смерть
Дхієн привезли в Банда-Ачех, і її короткозорість і артрит повільно вилікувалися. Її відправили у вигнання до Сумедангу, Західна Ява, оскільки голландці боялися, що вона мобілізує опір людей Ачеха. 2 травня 1964 року президент Індонезії Сукарно посмертно проголосив її Національним героєм.

## Спадщина
Фільм Tjoet Nja' Dhien за сценарієм і режисером Еросом Джаротом був показаний на Selection de la Semaine de la Critique у Каннах у 1989 році.
Аеропорт Кат Няьк Дхієн в регіоні Наган Райя, штат Ачех, названий на її честь.